# Ауерштет
Ауерштет (њем. Auerstedt) општина је у њемачкој савезној држави Тирингија. Једно је од 75 општинских средишта округа Вајмарер Ланд. Посједује регионалну шифру (AGS) 16071002.

## Географски и демографски подаци
Место се налази на надморској висини од 150 метара. Површина општине износи 8,5 km². У општини живи 471 становника. Просјечна густина становништва износи 56 становника/km².

## Међународна сарадња
| Мјесто | Држава | Врста сарадње | Од    |
| ------ | ------ | ------------- | ----- |
|        | Пољска | партнерство   | 2001. |
| Извор  |        |               |       |